# Fleur van der Linden
Fleur van der Linden (Drunen, 21 juli 2001) is een polsstokhoogspringster uit Nederland.

## Loopbaan
Aanvankelijk richtte Van der Linden zich op zowel polsstokhoogspringen als de meerkamp, maar na een blessure op haar 15e koos ze voor het polshoogspringen. In 2018 veroverde zij op de nationale kampioenschappen voor junioren haar eerste NK-medaille, een zilveren, waarna zij nog in datzelfde jaar op de NK voor senioren debuteerde met een vierde plaats. Drie jaar later veroverde zij haar eerste en tot nu toe enige nationale titel bij de senioren.
Van der Linden heeft het VWO afgerond. Daarna startte zij met de opleiding fysiotherapie aan de HAN.

## Nederlandse kampioenschappen
Indoor
| Onderdeel            | Jaar |
| -------------------- | ---- |
| polsstokhoogspringen | 2021 |

## Persoonlijke records
Outdoor
| Onderdeel            | Prestatie | Datum            | Plaats     |
| -------------------- | --------- | ---------------- | ---------- |
| polsstokhoogspringen | 3,91 m    | 6 september 2020 | Zoetermeer |

Indoor
| Onderdeel            | Prestatie | Datum            | Plaats    |
| -------------------- | --------- | ---------------- | --------- |
| polsstokhoogspringen | 4,01 m    | 21 februari 2021 | Apeldoorn |

## Palmares

### polsstokhoogspringen
- 2018: 4e NK – 3,50 m
- 2019:  NK indoor – 3,80 m
- 2019: 5e NK – 3,80 m
- 2020:  NK indoor – 3,85 m
- 2020:  NK – 3,80 m
- 2021:  NK indoor – 4,01 m
- 2021: 4e NK – 3,70 m

- World Athletics: 14742630